# Fairytale Castle
Fairytale Castle (Zweeds: Sagoslottet) was een attractie in pretpark Liseberg van het type darkride.
Men zweeft in een gondel door een sprookjeswereld waar verschillende fabels en verhalen worden uitgebeeld. Zo komen Peter Pan, Sinbad de zeeman en De nieuwe kleren van de keizer aan de pas. Liseberg is van plan de attractie te slopen. De attractie gebruikte muziek van Ruud Bos. De muziek van Droomvlucht van de Efteling was het.